# Leppilampi (sjö i Heinävesi, Södra Savolax)
Leppilampi är en sjö i kommunen Heinävesi i landskapet Södra Savolax i Finland. Arean är 44 hektar och strandlinjen är 6,43 kilometer lång. Sjön  ingår i Vuoksens huvudavrinningsområde.   Den ligger omkring 110 kilometer nordöst om S:t Michel och omkring 320 kilometer nordöst om Helsingfors. 